# Vincent Hervouët
Pour l’article homonyme, voir Hervouët.
Vincent Hervouët, né le 13 septembre 1957 à Nantes, est un journaliste français.  
Chef du service « Étranger » de LCI, la chaîne d'information en continu du groupe TF1 de 2008 à 2021, il est depuis 2017 chroniqueur dans la matinale d'Europe 1 en charge de l'actualité internationale. Il intervient également régulièrement dans l'émission L'Heure des pros animée par Pascal Praud sur la chaîne de télévision Cnews. Il tient également une chronique hebdomadaire dans Le JDNews, magazine d’actualité qui paraît chaque mercredi ainsi qu’en supplément du Journal du dimanche.  

## Biographie

### Famille
Vincent Hervouët est né le 13 septembre 1957 à Nantes. Il est le fils de Daniel Hervouët (1919-1982), professeur au CHU de Nantes et chef de clinique à l'hôpital Saint-Jacques, sixième enfant d'une fratrie de sept, il a deux frères également journalistes, exerçant dans l'Ouest : Philippe et Dominique,.

### Carrière professionnelle
Diplômé du Centre de formation des journalistes (CFJ) en 1980, Vincent Hervouët travaille pour Radio France internationale puis France Info. Entre-temps, il participe à la création de deux stations de radio : Alouette en Vendée et Radio Méditerranée au Maroc.
En 1994, il participe à la création de la chaîne d'information en continu LCI. À partir de 2001, il présente le Journal du monde, un journal consacré à l'actualité internationale qu'il finit toujours par cette phrase : « Ainsi va le monde. L'info continue sur La Chaîne Info. » Chef du service international de la chaîne d'information, ses responsabilités s'élargissent en 2008[réf. souhaitée] puisqu'il dirige le pôle issu de la fusion entre le service étranger de LCI et des grands reporters de TF1. Il est également médiateur de la presse de LCI. Il présente également, chaque semaine, le Forum de l'Histoire sur la chaîne Histoire. En 2010, puis à nouveau en 2012, il est élu président de l'Association de la presse diplomatique.
Le 21 avril 2008, il interroge le président de la République française Nicolas Sarkozy au cours d'une émission animée par Patrick Poivre d'Arvor et David Pujadas, avec la participation de Véronique Auger et Yves Calvi. En direct du palais de l'Élysée, cette interview de 90 minutes a été diffusée simultanément sur TF1 et France 2.
Le 13 juillet 2017, Vincent Hervouët est recruté par Europe 1 pour prendre en charge l'actualité internationale dans la matinale de Patrick Cohen. Il continue de livrer sa chronique autour des questions internationales dans les Europe Matin qui succèdent à celle de Cohen, portées par Nikos Aliagas (2018-2019), Matthieu Belliard (2019-2021) et Dimitri Pavlenko (2021-aujourd'hui).

## Distinctions
En novembre 2003, il est fait chevalier de l'ordre national du Mérite.
En décembre 2010, il reçoit le Grand Prix de la Presse dans la catégorie « télévision » décerné par l'Association de la presse étrangère, pour son travail concernant l'information internationale sur LCI.
En juin 2014, il est élu à l'Académie des sciences d'outre-mer.

## Polémique
Mi-décembre 2014, « Chris Coleman », un lanceur d'alerte, divulgue via Twitter les courriels reçus par un cadre de la DGED (service de renseignements et de contre-espionnage marocain) parmi lesquels plusieurs proviennent d'un journaliste marocain, Ahmed Charaï, qui lui transfère (dans le corps, et non en fichiers attachés) des mails censés avoir été envoyés par divers journalistes français (dont Vincent Hervouët) et américains qui réclament leur rémunération pour services rendus en faveur de la thèse du « Sahara marocain », notamment par le biais d'accusations de liens entre le Front Polisario et Al-Qaïda au Maghreb islamique (AQMI),. Dominique Lagarde, José Garçon et Mireille Duteil, trois journalistes également mis en cause par « Chris Coleman » démentent ses affirmations,, et reprennent l'hypothèse, avancée par certains médias marocains, que ce « Chris Coleman » soit en fait un agent des services secrets algériens,, hypothèse également reprise dans un article du quotidien Le Monde consacré à l'affaire.
Contacté par le site Mediapart, Vincent Hervouët répond notamment que « Certains mails sont totalement faux, d’autres sont aux trois quarts faux, dans d’autres un seul mot a été changé. ». Le site d'information Arrêt sur image estime toutefois ces « mails vraisemblablement authentiques, après vérification (…) des métadonnées de ces documents », et souligne par ailleurs que « Hervouët est aussi actionnaire de deux entreprises créées par Ahmed Charaï, Audiovisuelle Internationale (qui chapeaute le service radiophonique Radio Med), et Media South, créée en mai dernier et dont le capital social est fixé à 300 000 dirhams (27 000 euros). ».
Le 31 mars 2022, Vincent Hervouët intervient sur la question du mal-être paysan sur le plateau de L'Heure des Pros 2 et accuse des musulmans d'en être en partie responsables : « Les agriculteurs [...] il y en a un qui se pend par jour ouvrable en France. Ils sont pillés dans leurs champs, leurs engins, l'essence, les... On rentre dans le ramadan, ça va être les moutons qui vont être enlevés [...] Au moment de l'aïd, y'a des vols partout de moutons ! Bon bref, il y a vraiment une espèce de solitude absolue du paysan »,. Le 24 avril 2022, le Collectif contre l'islamophobie en Europe annonce avoir déposé une plainte pour « diffamation raciale et incitation à la haine » à la suite de ses propos,.

## Publications
- Ainsi va le monde, 100 chefs d'État à la question (A. Michel, 2014)
- Articles de voyage (Atlantica, 2002)